# Saint-Bonnet-de-Valclérieux
 Saint-Bonnet-de-Valclérieux  là một xã thuộc tỉnh Drôme trong vùng Auvergne-Rhône-Alpes ở đông nam nước Pháp. Xã Saint-Bonnet-de-Valclérieux nằm ở khu vực có độ cao 450 mét trên mực nước biển.